# 乌贾泰-特雷瓦诺
乌贾泰-特雷瓦诺（義大利語：Uggiate-Trevano），是意大利科莫省的一个市镇。总面积5平方公里，人口4332人，人口密度866.4人/平方公里（2009年）。ISTAT代码为013228。

## 友好城市
- 德国阿德尔斯多夫 1998年
- 法國吕欧丹 2013年